# Li Buvej
Li Buvej je bil kitajski trgovec in politik države Čin v obdobju vojskujočih se držav, * 291 pr. n. št., † 235 pr. n. št. 
Prvotno je bil vpliven trgovec v državi Vej (衛), kasneje pa se je srečal in spoprijateljil s kasnejšim kraljem Džuangšjangom iz Čina, ki je bil takrat mladoleten princ in talec v državi Džao. Li Buvej  je s podkupninami in spletkami uspel pomagati kralju Džuangšjangu, da je postal naslednik prestola Čina. Ko se je Džuangšjang leta 249 pr. n. št. po smrti svojega očeta kralja Šjaovena povzpel na prestol Čina, je Li Buveja imenoval za svojega kanclerja (相國) in ga povzdignil v "markiza Venšina" (文信侯). Po smrti kralja Džuangšjanga leta 247 pr. n. št. je Li Buvej postal kancler in regent mladega sina kralja Džuangšjangu  Jing Dženga, kasnejšega prvega kitajskega cesarja Čin Ši Huanga. 
Leta 235 pr. n. št. je bil  Li Buvej vpleten v škandal, v katerega sta bila vpletena kraljica vdova in Jing Džengova mati Džao in njen ljubimec Lao Aj. Li Buveju so odvzeli vse položaje in naslove ter ga izgnali v oddaljeno regijo Šu na jugu Čina. Med izgnanstvom je Li Buvej storil samomor z zaužitjem strupa. 
Poleg svoje politične kariere je bil Li Buvej znan tudi po tem, da je sponzoriral Liši Čunju, unciklopedično zbirko idej Sto šol mišljenja, ki je bila objavljena leta 239 pr. n. št.

## Sklic
1. ↑  Sellman, James D. "The Spring and Autumn Annals of Master Lu" v Great Thinkers of the Eastern World. Ian McGreal, ed. New York: Harper Collins, 1995:39.